# حدود جوية
الحدود الجوية أو الحدود في الفضاء الجوي، أي أن لكل دولة لها الحق في السيادة الكاملة الخالصة على الفضاء الجوي فوق إقليمها.

## تاريخ
بدأت الادعاءات القومية بالفضاء الجوي عندما بدأت الطائرات تعبر حدود الدول، وعندما بدأت تستخدم في المعارك الحربية. ويعود أول استخدام مُسجل لمنطاد في الحرب لعام 1793 على يد الفرنسيين في معركة فاليرو، وكان أول استخدام حربي للطائرة في عام 1911 بين الدولة العثمانية وإيطاليا.
أما رسمياً، ففي اتفاقية باريس التي وقعت في 13 أكتوبر عام 1919، ترسخت مبادئ الادعاءات القومية بخصوص الفضاء الجوي، وتم تنفيذ الاتفاقية في 11 يوليو عام 1922، وقد تضمنت مادتها الأولى أن لكل دولة عضو في الاتفاقية لها السيادة الكاملة على مجالها الجوي فوق إقليمها.
وتضمنت اتفاقية شيكاغو للطيران المدني الدولي عام 1944 مواد تقر بأن لكل دولة موقعة على الاتفاقية لها السيادة الكاملة والمطلقة على مجالها الجوي.